# Harbel
Harbel is een stad in Liberia in Margibi County. Het is vernoemd naar de oprichter van de Firestone Tire & Rubber Company, Harvey S. Firestone, en zijn vrouw, Idabelle. In Harbel zijn grote plantages met natuurlijk rubber.